# 瑟芒特龙
瑟芒特龙（法語：Sementron，法語發音：[səmɑ̃tʁɔ̃] ⓘ）是法国勃艮第-弗朗什-孔泰大区约讷省的一个市镇，属于欧塞尔区。

## 地理
瑟芒特龙（47°38'1"N, 3°20'57"E）面积11.7 平方千米，位于法国勃艮第-弗朗什-孔泰大區约讷省，该省份为法国中北部内陆省份，西接卢瓦雷省，西北接塞纳-马恩省，南至涅夫勒省，东临科多尔省，东北与奥布省接壤。
与瑟芒特龙接壤的市镇（或旧市镇、城区）包括：莱维、兰村、瓦讷、皮赛地区苏热尔、莱欧德福泰尔。
瑟芒特龙的时区为UTC+01:00、UTC+02:00（夏令时）。

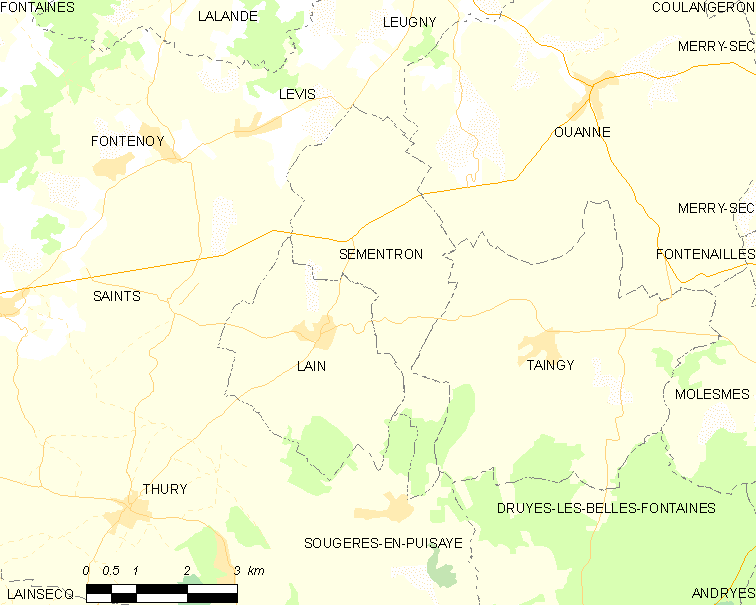
瑟芒特龙的OSM定位图

## 行政
瑟芒特龙的邮政编码为89560，INSEE市镇编码为89383。

## 政治
瑟芒特龙所属的省级选区为万塞勒县。

## 人口

1962-2008年间瑟芒特龙人口变化图示

瑟芒特龙于2022年1月1日时的人口数量为104人。